# Saint-Martin-des-Fontaines
Saint-Martin-des-Fontaines ist eine französische Gemeinde im Département Vendée in der Region Pays de la Loire. Sie grenzt im Norden an Saint-Laurent-de-la-Salle, im Nordosten an Saint-Cyr-des-Gâts (Berührungspunkt), im Osten an Marsais-Sainte-Radégonde, im Süden an L’Hermenault und im Westen an Saint-Valérien.

## Bevölkerungsentwicklung
| Jahr      | 1962 | 1968 | 1975 | 1982 | 1990 | 1999 | 2008 | 2014 |
| --------- | ---- | ---- | ---- | ---- | ---- | ---- | ---- | ---- |
| Einwohner | 218  | 249  | 219  | 189  | 191  | 206  | 159  | 164  |

## Sehenswürdigkeiten

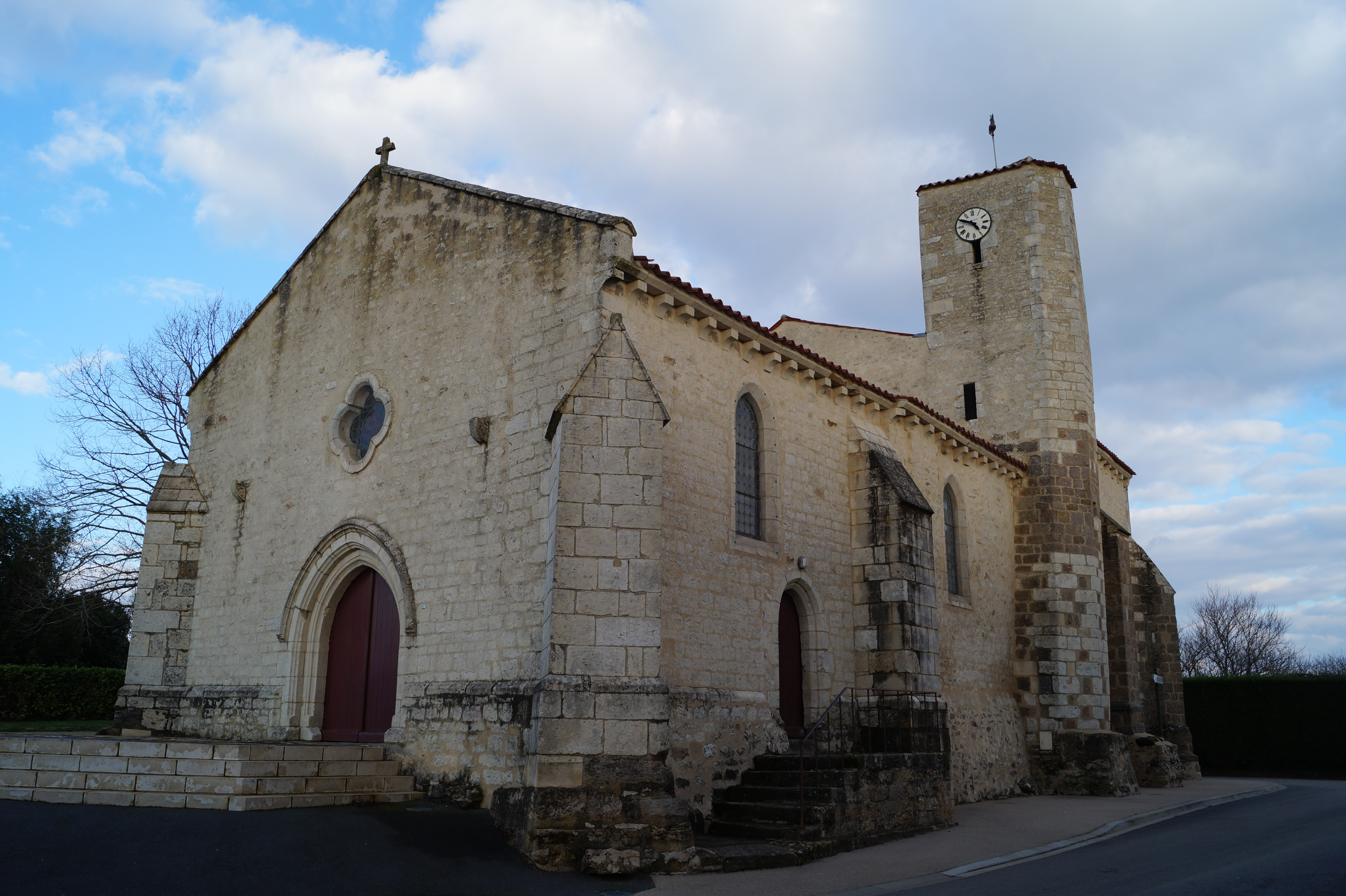
Kirche Saint-Martin

- Kirche Saint-Martin